# Audrina
Audrina es un reality show estadounidense. Se estrenó en VH1 el 17 de abril de 2011, y sigue la vida personal y profesional de Audrina Patridge, un miembro del elenco de The Hills de MTV.
La serie saldría al aire por MTV; aunque luego el show fue rechazado. En octubre de 2010, fue elegido por VH1.

## Críticas
John Griffiths de Us Weekly le dio al show dos estrellas. Brian Lowry de Variety también fue negativo y escribió, "Todo hace como una versión pobre de mujer de Keeping Up with the Kardashians".

### Cancelación
Aunque no fue oficialmente cancelado, y además de bajos índices de audiencia, Audrina dijo en una entrevista que está lista para pasar al cine después de hacer televisión durante años. Fue cancelada oficialmente el 2 de septiembre de 2011.

## Elenco
- Audrina Patridge
- Lynne Patridge
- Mark Patridge
- Casey (Patridge) Loza
- Marky Patridge
- Samantha Patridge
- Corey Bohan
- Kyle Loza